# Let's Talk About Love (album av Céline Dion)
Let's Talk About Love är ett musikalbum av den kanadensiska artisten Celine Dion, utgivet 18 november 1997. Den mest kända låten på albumet är My Heart Will Go On.

## Låtlista
| 1.  | The Reason                                          | Carole King, Mark Hudson, Greg Wells                                   | 5:01 |
| 2.  | Immortality (med Bee Gees)                          | Barry Gibb, Robin Gibb, Maurice Gibb                                   | 4:11 |
| 3.  | Treat Her Like a Lady (med Diana King)              | Diana King, Andy Marvel, Billy Mann, Céline Dion                       | 4:05 |
| 4.  | Why Oh Why                                          | Marti Sharron, Danny Sembello                                          | 4:50 |
| 5.  | Love Is On the Way                                  | Peter Zizzo, Denise Rich, Tina Shafer                                  | 4:25 |
| 6.  | Tell Him (with Barbra Streisand)                    | Linda Thompson, Walter Afanasieff, David Foster                        | 4:51 |
| 7.  | Where Is the Love                                   | Hart                                                                   | 4:55 |
| 8.  | When I Need You                                     | Albert Hammond, Carole Bayer Sager                                     | 4:12 |
| 9.  | Miles to Go (Before I Sleep)                        | Corey Hart                                                             | 4:40 |
| 10. | Us                                                  | Billy Pace                                                             | 5:47 |
| 11. | Just a Little Bit of Love                           | Maria Christensen, Arnie Roman, Arthur Jacobson                        | 4:06 |
| 12. | My Heart Will Go On (love theme from Titanic)       | James Horner, Will Jennings                                            | 4:40 |
| 13. | I Hate You Then I Love You (with Luciano Pavarotti) | Tony Renis, Manuel de Falla, Alberto Testa, Fabio Testa, Norman Newell | 4:42 |
| 14. | To Love You More                                    | Foster, Miles                                                          | 5:28 |
| 15. | Let's Talk About Love                               | Bryan Adams, Jean-Jacques Goldman, Eliot Kennedy                       | 5:12 |

| 1.  | The Reason                                          | Carole King, Mark Hudson, Greg Wells                                   | 5:01 |
| 2.  | Immortality (med Bee Gees)                          | Barry Gibb, Robin Gibb, Maurice Gibb                                   | 4:11 |
| 3.  | Treat Her Like a Lady (med Diana King)              | Diana King, Andy Marvel, Billy Mann, Céline Dion                       | 4:05 |
| 4.  | Why Oh Why                                          | Marti Sharron, Danny Sembello                                          | 4:50 |
| 5.  | Love Is On the Way                                  | Peter Zizzo, Denise Rich, Tina Shafer                                  | 4:25 |
| 6.  | Tell Him (with Barbra Streisand)                    | Linda Thompson, Walter Afanasieff, David Foster                        | 4:51 |
| 7.  | Amar Haciendo el Amor                               | Mann, Rich, Benito                                                     | 4:12 |
| 8.  | When I Need You                                     | Albert Hammond, Carole Bayer Sager                                     | 4:12 |
| 9.  | Miles to Go (Before I Sleep)                        | Corey Hart                                                             | 4:40 |
| 10. | Us                                                  | Billy Pace                                                             | 5:47 |
| 11. | Just a Little Bit of Love                           | Maria Christensen, Arnie Roman, Arthur Jacobson                        | 4:06 |
| 12. | My Heart Will Go On (love theme from Titanic)       | James Horner, Will Jennings                                            | 4:40 |
| 13. | Where Is the Love                                   | Hart                                                                   | 4:55 |
| 14. | Be the Man                                          | Foster, Junior Miles                                                   | 4:39 |
| 15. | I Hate You Then I Love You (with Luciano Pavarotti) | Tony Renis, Manuel de Falla, Alberto Testa, Fabio Testa, Norman Newell | 4:42 |
| 16. | Let's Talk About Love                               | Bryan Adams, Jean-Jacques Goldman, Eliot Kennedy                       | 5:12 |

| 1.  | The Reason                                          | Carole King, Mark Hudson, Greg Wells                                   | 5:01 |
| 2.  | Immortality (med Bee Gees)                          | Barry Gibb, Robin Gibb, Maurice Gibb                                   | 4:11 |
| 3.  | Treat Her Like a Lady (med Diana King)              | Diana King, Andy Marvel, Billy Mann, Céline Dion                       | 4:05 |
| 4.  | Why Oh Why                                          | Marti Sharron, Danny Sembello                                          | 4:50 |
| 5.  | Love Is On the Way                                  | Peter Zizzo, Denise Rich, Tina Shafer                                  | 4:25 |
| 6.  | Tell Him (with Barbra Streisand)                    | Linda Thompson, Walter Afanasieff, David Foster                        | 4:51 |
| 7.  | Amar Haciendo el Amor                               | Mann, Rich, Benito                                                     | 4:12 |
| 8.  | When I Need You                                     | Albert Hammond, Carole Bayer Sager                                     | 4:12 |
| 9.  | Miles to Go (Before I Sleep)                        | Corey Hart                                                             | 4:40 |
| 10. | Us                                                  | Billy Pace                                                             | 5:47 |
| 11. | Just a Little Bit of Love                           | Maria Christensen, Arnie Roman, Arthur Jacobson                        | 4:06 |
| 12. | My Heart Will Go On (love theme from Titanic)       | James Horner, Will Jennings                                            | 4:40 |
| 13. | Where Is the Love                                   | Hart                                                                   | 4:55 |
| 14. | I Hate You Then I Love You (with Luciano Pavarotti) | Tony Renis, Manuel de Falla, Alberto Testa, Fabio Testa, Norman Newell | 4:42 |
| 15. | Let's Talk About Love                               | Bryan Adams, Jean-Jacques Goldman, Eliot Kennedy                       | 5:12 |

| 1.  | The Reason                                          | Carole King, Mark Hudson, Greg Wells                                   | 5:01 |
| 2.  | Immortality (med Bee Gees)                          | Barry Gibb, Robin Gibb, Maurice Gibb                                   | 4:11 |
| 3.  | Treat Her Like a Lady (med Diana King)              | Diana King, Andy Marvel, Billy Mann, Céline Dion                       | 4:05 |
| 4.  | Why Oh Why                                          | Marti Sharron, Danny Sembello                                          | 4:50 |
| 5.  | Love Is On the Way                                  | Peter Zizzo, Denise Rich, Tina Shafer                                  | 4:25 |
| 6.  | Tell Him (with Barbra Streisand)                    | Linda Thompson, Walter Afanasieff, David Foster                        | 4:51 |
| 7.  | Amar Haciendo el Amor                               | Mann, Rich, Benito                                                     | 4:12 |
| 8.  | When I Need You                                     | Albert Hammond, Carole Bayer Sager                                     | 4:12 |
| 9.  | Miles to Go (Before I Sleep)                        | Corey Hart                                                             | 4:40 |
| 10. | Us                                                  | Billy Pace                                                             | 5:47 |
| 11. | Just a Little Bit of Love                           | Maria Christensen, Arnie Roman, Arthur Jacobson                        | 4:06 |
| 12. | My Heart Will Go On (love theme from Titanic)       | James Horner, Will Jennings                                            | 4:40 |
| 13. | I Hate You Then I Love You (with Luciano Pavarotti) | Tony Renis, Manuel de Falla, Alberto Testa, Fabio Testa, Norman Newell | 4:42 |
| 14. | To Love You More                                    | Foster, Miles                                                          | 5:28 |
| 15. | Let's Talk About Love                               | Bryan Adams, Jean-Jacques Goldman, Eliot Kennedy                       | 5:12 |

| 1. | My Heart Will Go On (Richie Jones mix)          | Horner, Jennings             | 4:16 |
| 2. | To Love You More (Tony Moran mix)               | Foster, Miles                | 9:27 |
| 3. | Be the Man (karaoke version)                    | Foster, Miles                | 4:39 |
| 4. | Unison (remix)                                  | Andy Goldmark, Bruce Roberts | 4:04 |
| 5. | Love Can Move Mountains (live from À l'Olympia) | Diane Warren                 | 4:40 |